# Толука (Илиноис)
Толука (енгл. Toluca) град је у америчкој савезној држави Илиноис. По попису становништва из 2010. у њему је живело 1.414 становника.

## Демографија
Према попису становништва из 2010. у граду је живело 1.414 становника, што је 75 (5,6%) становника више него 2000. године.
| Група             | 2000.         | 2010.         |
| Белци             | 1.305 (97,5%) | 1.279 (90,5%) |
| Афроамериканци    | 1 (0,1%)      | 9 (0,6%)      |
| Азијати           | 5 (0,4%)      | 2 (0,1%)      |
| Хиспаноамериканци | 19 (1,4%)     | 109 (7,7%)    |
| Укупно            | 1.339         | 1.414         |